# Amauri d'Acigné
Pour les autres membres de la famille, voir Famille d'Acigné.
Pour les articles homonymes, voir Amaury.
Amauri d'Acigné, ou Amaury d'Acigné, ou Amaury de La Motte d'Acigné, mort le 23 février 1477 à Rome, est un prélat breton du XVe siècle.

## Biographie
Amauri d'Acigné est le fils de Jean IV sire d'Acigné et de Catherine de Malestroit. Il est le neveu de son prédécesseur l'évêque Guillaume de Malestroit.
Amauri d'Acigné , chanoine de Nantes, est élu évêque de Nantes le 29 mars 1462 et consacré le 11 avril par le Cardinal Guillaume d'Estouteville assisté de Jean II de Beauvau évêque d'Angers et d'Isnard de Grasse du Bar évêque de Grasse. Comme il a pris possession de son diocèse en ayant refusé le serment au duc de Bretagne, François II, il est chassé de son palais et emprisonné par les troupes du duc le 8 novembre 1462. L'évêque à son tour, met la ville de Nantes en interdit . Le pape installe une commission d'abbés pour régler l'affaire et le roi nomme le comte de Maine pour juger de l'affaire. La sentence du comte ne satisfait pas le duc, qui se ligue avec le duc de Bourgogne. La ligue donne lieu à la guerre du Bien public. Elle est terminée par les traités de Saint-Maur-des-Fossés et  de Caen. Amauri d'Acigné est aussi abbé de l'abbaye de Grenetière. Il meurt à Rome en défendant son affaire auprès du pape, qui n'est pas disposé à seconder ses vues.